# Corine David
Corine David est une femme politique française de Nouvelle-Calédonie, de tendance anti-indépendantiste, née le 14 février 1969 à Nouméa. 

## Jeunesse et formation
Corine David grandit à Moindou, commune de « Brousse » sur la Côte Ouest de la Grande terre dont elle est restée une électrice. Elle fait ses études à la faculté de droit de l'université Bordeaux I, où elle obtient une maîtrise en droit public et un diplôme d'études supérieures spécialisées (DESS) en gestion des collectivités locales. Elle commence également à cette époque son activité politique, en adhérant à la fédération de Gironde des Jeunes républicains, mouvement de jeunesse du Parti républicain (PR), composante libérale et conservatrice modérée de l'Union pour la démocratie française (UDF). 

## Collaboratrice de Jean Lèques puis du gouvernement
De retour en Nouvelle-Calédonie en 1993, elle intègre le cabinet du maire de Nouméa Jean Lèques, personnalité du Rassemblement pour la Calédonie dans la République (RPCR), mouvement historique de l'opposition à l'indépendance de cet archipel, et lui-même un militant de l'UDF et du PR. Lorsque Jean Lèques devient aussi président du gouvernement collégial néo-calédonien, créé par l'accord de Nouméa, du 28 mai 1999 au 3 avril 2001, elle le suit en tant que chargée de mission auprès de son cabinet. Elle le reste auprès de son successeur, Pierre Frogier, autre figure du RPCR, du 5 avril 2001 au 10 juin 2004. 
Après la défaite du RPCR (qui a pris le nom de Rassemblement-UMP) aux élections provinciales du 9 mai 2004, la présidence du gouvernement revient le 10 juin 2004 à la chef de file de l'Avenir ensemble (liste puis parti créés par des dissidents non-indépendantistes de plus ou moins longue date au RPCR) dans le Sud, Marie-Noëlle Thémereau. Corine David devient alors collaboratrice d'un autre membre du gouvernement, toujours issu du Rassemblement-UMP, Maurice Ponga, chargé à partir du 2 juillet 2004 de la Jeunesse et des Sports. Puis elle passe le 27 août 2007 collaboratrice du nouveau président du gouvernement, Harold Martin, de l'Avenir ensemble, et le reste jusqu'au 15 mai 2009. C'est à cette époque qu'elle adhère à l'Avenir ensemble et quitte donc l'entourage du Rassemblement-UMP. 

## Élue provinciale et au Congrès

### Membre de l'Avenir ensemble
Elle est pour la première fois candidate lors des élections provinciales du 10 mai 2009, en 6e position sur la liste commune formée par l'Avenir ensemble et le Mouvement de la diversité (LMD, petite formation anti-indépendantiste formée par le sénateur UMP Simon Loueckhote, ancien membre du Rassemblement-UMP jusqu'en 2006, il avait suivi alors le père fondateur du parti, député et ancien homme fort de la politique néo-calédonienne Jacques Lafleur au sein du Rassemblement pour la Calédonie, ou RPC, avant de rompre à son tour avec lui en 2008) et emmenée par Harold Martin dans le Sud. Cette liste obtient le troisième meilleur score, derrière le Rassemblement-UMP de Pierre Frogier et Calédonie ensemble (créé en 2008 par des dissidents de l'Avenir ensemble) du président de province sortant Philippe Gomès, avec 9 894 voix, 16,33 % des suffrages exprimés et 8 élus sur 40 à l'Assemblée provinciale, dont 6 des 32 également envoyés au Congrès de la Nouvelle-Calédonie. Corine David fait donc alors son entrée dans ces deux institutions. 
Elle devient questeur du bureau du Congrès du 22 mai 2009 au 1er avril 2011 et du 1er au 19 août 2011 et secrétaire de la commission permanente de cette assemblée (chargée de se réunir durant les intercessions) du 8 juin 2009 au 19 août 2011, puis rapporteur de la commission intérieure spéciale chargée de la refonte du règlement intérieur du Congrès à partir du 19 août 2011. 

### La dissidence
Elle se fait surtout connaître pour avoir voté le 17 mars 2011 pour la liste du groupe Calédonie ensemble à l'occasion de l'élection d'un nouveau gouvernement de Nouvelle-Calédonie (le deuxième désigné en deux semaines), et donc contre la liste commune constituée entre l'Avenir ensemble et le Rassemblement-UMP et emmenée par Harold Martin. Le lendemain, elle donne sa démission du parti et du groupe Avenir ensemble-LMD (entraînant la disparition de ce dernier, étant tombé en dessous du seuil des six élus règlementaires pour la constitution d'un groupe politique), se déclarant en « totale contradiction avec la ligne du parti » et affirmant : « Je suis républicaine, et je me refuse de voter indépendantiste à la tête du Congrès ». Elle s'oppose ainsi au rapprochement entamé par l'Avenir ensemble et le Rassemblement-UMP avec le groupe du Front de libération nationale kanak et socialiste (FLNKS), dominé par l'Union calédonienne (UC), aboutissant à l'élection d'un indépendantiste, Rock Wamytan, à la présidence du Congrès le 1er avril 2011. Sa dissidence crée une polémique, l'Avenir ensemble demandant sa démission de ses mandats de conseillère provinciale et de membre du Congrès qu'elle a obtenus par le biais de la liste de Harold Martin en 2009 et qu'une polémique est engagée à la suite de ce qu'elle appelle « une attaque à la vie intime » de la part de ce dernier (le nouveau président du gouvernement de la Nouvelle-Calédonie ayant réagi à sa défection en faisant référence aux opinions politiques du compagnon de Corine David, qu'il décrit comme un « indépendantiste »). Elle obtient à ce sujet le soutien de plusieurs femmes politiques, issues d'autres mouvements non-indépendantistes opposés à la démarche du Rassemblement-UMP et de l'Avenir ensemble, pour la plupart issues de Calédonie ensemble (Sonia Lagarde, Hélène Iekawé, Évelyne Lèques), du LMD (Pascale Doniguian-Panchou), du RPC (Nicole Robineau) ou d'associations (la militante écologiste Martine Cornaille d'« Ensemble pour la planète »),.    
Le 1er avril 2011, elle boycotte la séance d'élection du président du Congrès (qui revient à Rock Wamytan, mais dont la légalité est ensuite contestée pour être invalidée par le Conseil d'État le 1er août suivant), tout comme les membres de Calédonie ensemble et l'élue sans étiquette Nathalie Brizard (exclue du RPC le 1er octobre 2010 pour avoir voté sans suivre les consignes de son parti, en allant notamment souvent dans le sens de Calédonie ensemble) du côté non-indépendantiste, mais aussi par ceux de l'Union nationale pour l'indépendance (UNI) et du parti Libération kanak socialiste (LKS), des indépendantistes eux aussi hostiles au rapprochement entre le Rassemblement-UMP, l'Avenir ensemble, le FLNKS tendance UC et le Parti travailliste. Dans une précédente séance tenue le même jour, qui visait à élire le troisième gouvernement successif en un mois, elle a une nouvelle fois apporté son vote à la liste de Calédonie ensemble. 

### De l'UDC à Calédonie ensemble
Le 22 avril 2011, elle crée avec Nathalie Brizard l'Union pour un destin calédonien (UDC) qui devient un groupe politique à part entière à l'Assemblée de la Province Sud et s'associe dans un groupe commun avec Calédonie ensemble au Congrès à partir du 16 août 2011.
Elle fait ensuite activement campagne pour les candidats de Calédonie ensemble aux élections législatives de juin 2012, Sonia Lagarde et Philippe Gomès, confirmant notamment lors d'un meeting à La Foa à une semaine du premier tour sa coopération avec ce parti dans l'opposition : « Ensemble, nous représentons la ligne Maginot au Congrès et nous poursuivrons notre travail et nous empêcherons certaines lois d’être votées ». Deux semaines plus tard, lors du second tour, pour lequel Sonia Lagarde et Philippe Gomès se sont qualifiés, elle mène les principales attaques contre les indépendantistes et leur candidat unique opposé à Gomès dans la 2e circonscription, Jean-Pierre Djaïwé, président du groupe UNI au Congrès, figure du Parti de libération kanak (Palika) et cultivant l'image d'un indépendantiste modéré qui a lui aussi critiqué le rapprochement entre UC, Rassemblement-UMP et Avenir ensemble en 2011 : « Il ne faut pas se tromper sur l'angélisme de Jean-Pierre Djaïwé. Il dit parfois la même chose que nous. Mais quand il ira au Comité des signataires, à l'Assemblée nationale, il ne sera pas dans ce discours-là. Il sera avec des ultra-indépendantistes, comme LKU (le président du Parti travailliste, qui prône une indépendance obtenue dès 2014 et sans concession) qui dit "Kanaky 2014", qui me dit au Congrès que je ne suis pas chez moi. Si, je suis chez moi [...] Et je ne plierai pas ! ». 
Après l'obtention des deux sièges de députés par les deux représentants de Calédonie ensemble, Corine David se rapproche davantage de ce parti et finit par rompre avec Nathalie Brizard, notamment sur le choix du candidat anti-indépendantiste à soutenir pour l'élection annuelle du président du Congrès : la première défend Gérard Poadja, de Calédonie ensemble, alors que la deuxième se range derrière l'ancien sénateur Simon Loueckhote, du LMD. Le 27 août 2012, Corine David quitte l'UDC pour Calédonie ensemble, tandis que Nathalie Brizard, seule représentante désormais du parti qu'elles avaient fondé en 2011, redevient une non inscrite au Congrès. Deux jours plus tard, Gérard Poadja est élu avec difficulté au troisième tour de scrutin en faisant pratiquement le plein des suffrages anti-indépendantistes face à Rock Wamytan, Simon Loueckhote, qui avait obtenu plus de voix aux deux premiers tours (grâce aux soutiens également du Rassemblement-UMP et de l'Avenir ensemble) ayant décidé finalement de retirer sa candidature.
Le 8 août 2013, elle accède à la présidence de la toute nouvelle commission intérieure des droits de la femme et de la famille du Congrès (créée en avril 2013).